# Alberga
Alberga – miejscowość (tätort) w Szwecji, w regionie administracyjnym (län) Södermanland (gmina Eskilstuna).
Miejscowość jest położona w prowincji historycznej (landskap) Södermanland, ok. 25 km na południowy zachód od Eskilstuny. Przez Alberge przebiega droga krajowa nr 56 (Riksväg 56; Norrköping – Västerås – Gävle) oraz droga lokalna nr 230 (Länsväg 230) do Eskilstuny.
Do 1963 r. miejscowość nosiła nazwę Stora Sundby. Około 1 km na południe od Albergi, nad jeziorem Hjälmaren (Östra Hjälmaren), znajduje się zamek Stora Sundby (Stora Sundby slott).
W 2010 r. Alberga liczyła 395 mieszkańców.